# مايكل مولر (لاعب كرة قدم)
مايكل مولر (بالألمانية: Michael Müller)‏ (و. 1989  م) هو لاعب كرة قدم، من ألمانيا، ولد في غينغنباخ، يلعب كحارس مرمى.

## روابط خارجية
- مايكل مولر على موقع قاعدة بيانات كرة القدم.إي يو (الإنجليزية)
- مايكل مولر على موقع بيانات كرة القدم. دي إي (الألمانية)
- مايكل مولر على موقع Soccerway.com (الإنجليزية)
- مايكل مولر على موقع عالم كرة القدم.نت (الإنجليزية)